# Vizella conferta
Vizella conferta är en svampart som först beskrevs av Mordecai Cubitt Cooke, och fick sitt nu gällande namn av Pier Andrea Saccardo 1883. Vizella conferta ingår i släktet Vizella och familjen Vizellaceae.   Inga underarter finns listade i Catalogue of Life.